# Harmelen
Harmelen – miasto w centralnej Holandii, w prowincji Utrecht i oddalone o 6 km na wschód od miasta Woerden.
W 2009 roku miasto zamieszkiwało 8380 osób.
8 stycznia 1962 roku w mieście doszło do największej pod względem liczby ofiar katastrofy kolejowej w historii Holandii. W Wyniku zderzenia dwóch pociągów osobowych, śmierć poniosły 93 osoby, a 54 zostały ranne.